# Bisdom Caçador
Het bisdom Caçador (Latijn: Dioecesis Captatoropolitana) is een rooms-katholiek bisdom met als zetel Caçador, in Brazilië. Het bisdom is suffragaan aan het aartsbisdom Florianópolis.

## Geschiedenis
Het bisdom werd opgericht op 23 november 1968, uit delen van het bisdom Lages.

## Parochies
Het bisdom had in 2021 een oppervlakte van 12.398 km2 en telde 412.833 inwoners waarvan 73,3% rooms-katholiek was.

## Bisschoppen
- Orlando Octacílio Dotti (12 maart 1969 - 1 april 1976)
- João Oneres Marchiori (25 januari 1977 - 18 april 1983)
- Luiz Colussi (5 december 1983 - 4 december 1996)
- Luíz Carlos Eccel (18 november 1998 - 24 november 2010)
- Severino Clasen (6 juli 2011 - 1 juli 2020)
- Cleocir Bonetti (30 juni 2021 - heden)

Florianópolis (aartsbisdom) · Blumenau · Caçador · Chapecó · Criciúma · Joaçaba · Joinville · Lages · Rio do Sul · Tubarão